# Wencke Myhre
Wencke Myhre, vlastním jménem Wenche Synnøve Myhre (* 15. února 1947 Kjelsås), je norská zpěvačka a herečka.
V roce 1960 zvítězila v talentové soutěži listu Verdens Gang. V šestnácti letech měla tři písně v první desítce norské hitparády, v roce 1965 vyhrála Internationales Schlagerfestival der Ostseeländer v Rostocku, nazpívala oficiální píseň mistrovství světa v klasickém lyžování 1966. V letech 1964 a 1966 usilovala neúspěšně o norskou nominaci na Eurovision Song Contest, kde reprezentovala v roce 1968 Německo a obsadila šesté místo. Od roku 1974 uváděla na televizní stanici ZDF hudební pořad Das ist meine Welt. S Karlem Gottem nazpívala píseň „Unterwegs in die Freiheit“. Spolupracovala také s Jamesem Lastem a Povelem Ramelem, hrála ve filmu Unsere Pauker gehen in die Luft.
Byla jí udělena cena Spellemannprisen a Řád svatého Olafa.